# Мандрагора
Мандрагора (Mandragora officinarum) вишегодишња је зељаста биљка из породице Solanaceae која нараста до висине 20 — 30 cm. Назив биљке потиче од грчких речи мандра (штала) и агеиро (сакупљати), јер је најчешће распрострањена и сакупља се око штала и торова. Читава биљка, а посебно њен корен, веома су отровни, због присутних алкалоида (хиосцијаминa, атропина, скополамина...).
Мало је биљака толико обавијених тајнама и митовима, као што је мандрагора, једна од најпознатијих светих биљака, која је кроз историју коришћена у враџбинама и магијским обредима, или толико цењена као талисман. У народу је све у вези с мандрагором и данас јако тајанствено, па многи народи о њој имају сопствена предања. Тако једно од предања мандрагору сматра, људском душом заробљеном у телу биљке.

## Синоними
Мандрагула, мандрача, ђавоља јабука, Афродитине јабуке, ђаволи парадајз, нарангулина, Адамова глава, буновина, човечуљак, околочеп, скочац, алраун, велико зеље.

## Опис
Мандрагора, је вишегодишња је зељаста биљка висока 20 до 30 см, овалних листова који расту из ниске розете. Њени цветови су на кратко уздигнутој стабљици. Након цветања развијају се плодови слични зеленом парадајзу, који током времена постепено дозревају мењајући боју у жуту или наранџасту.
Распрострањеност
Мандрагора је распрострањена у средоземном делу Европе, на осунчаним местима, каменитим и песковитим пределима, најчешће око штала и торова, богатих стајским ђубривом.
Угроженост врсте
Мандрагора (Mandragora officinarum) спада у критично угрожене и строго заштићене биљне врсте. Узроци угрожености према IUCN класификацији су: 
- Промене станишта изазване пољопривредом
- Традиционална медицина – сабирање
- Губитак станишта.

## Примена у народној медицини и фармацији
У старовековној хирургији мандрагора је коришћена за анестезију, ублажавање реуматских болова, смирење, а великим дозама за изазивање делиријума и лудила. Диоскорид је мандрагору користио као анестетик током хируршких интервенција, као лек за очи, средство за индукцију абортуса и средство за успављивање. И Гален је након кувања у вину корен мандрагоре користио као анестетичко средство, а са медом је израђивао чепиће (супозиторије) који су се користили за успављивање.
Гален је и те како био свестан отровности ове биљке, и зато је сврстао препарате добијене од мандрагоре у најшкодљивије лекове „који се морају узимати умерено да не би деловали као отров“.
Хебрејска традиција је знала за мандрагору, која је у то време важила за афродизијак.
Џон Жерар (John Gerard, 1545-1612), енглески хербалиста, препоручивао је примену есенције лишћа мандрагоре против жутице и унутрашњег крварења.
Корен мандрагоре који је специфичног изгледа (чији изданци-необичног облика, подсећају на лик/фигуру 
човека, коришћени су у ритуалне сврхе, као амајлија за срећу, лечење стерилитета итд.
Осим необичног корена, коришћени су и плодови познати под називом „Афродитине јабуке“, које су представљале симбол љубави, што се у народу одржало до данас. Римски енциклопедиста Аулус Корнелиус Целзус (Аulus Cornelius Celsus) у свом делу De re medica из 1. века написао је „да је сан мирнији и дубљи ако се под јастук стави плод мандрагоре“.
У савременој фармацеутској индустрији деривати мандрагоре: скополамина (бутилбромид, метилбромид) користи се у таблетама за сузбијање болести кретања.

### Отровност и симптоми тровања мандрагором
Читава биљка, је отровна, а највише њен корен. Отровност потиче од присутних алкалоида у мандрагори (хиосцијамин, атропин, апоатропин скополамин).
Најизраженији симптоми тровања алкалоидима мандрагоре су; 
- депресија (наркотично деловање),
- сувоћа грла и отежано гутање,
- дуготрајно ширење зеница.

Унета у организам у већим дозама мандаргора изазива парализу дисања, која може окончати смртним исходом због тешке хипоксије отрованог.
Код дуготрајне (хроничне) употребе, мандрагора изазива халуцинације и психозе.

## Предања везана за мандрагору
Мандрагора се вековима користила као један од састојак чаробних напитака, или нешто чешће као амајлија, јер се сматрало да њен корен подстиче на љубав и плодност, те да је у те сврхе много „јачи” женски корен. Вредност, па самим тим и цена корена мандрагоре била је утолико виша уколико је мандрагора била сличнија људском обличју и уколико се на њој пол јасније видео.
По многим веровањима, ако се корен мандрагоре правилно не негује, или се са њим не поступа добро, он постаје злодух, који тера њеног власника на зла дела. Корен мандрагоре који има изражену сличност с мушким или женским ликом био је изузетно цењен и скуп, јер је био јако редак.
Мандрагора се помиње у Старом завету. Народи Месопотамије и Египта су је мешали са другим тропанским алкалоидним биљкама из фамилије Solanaceae у различитим препаратима који су се пили или мазали по кожи. Вино у које су потапали корен мандрагоре користили су као опијајуће и омамљујуће средство, у циљу лечења или верским и другим обредима.
У позадина многих прича везаних за мандрагору и вештичарење везана је и моћ за летења, односно, како је то објаснио немачки професор Ерих Пукер, за халуцинације, повезане са летењем, увидом у нове димензије и одвајањем од било каквог стабилног ослонца, изазване тровањем скополамином, једним од главних састојака мандрагоре.
| „ | Посебно су занимљиви огледи вршени четрдесетих и педесетих година прошлог века, кад су неки назовинаучници, тражећи погодне супстанце за „прање мозгова" и „серум истине", много пажње посветили мандрагори и скополамину... | ” |

Многи људи су веровали да корен мандрагоре вришти када се извлачи из земље. Ископати мандрагори и чути њене крике значило је сигурну смрт, па су древни травари саветовали људима да вежу пса за мандрагору и натерају животињу да га она подигне из земље, чиме су наводно убијали пса, али штедели себе. Ову тврдњу оповргао је и осудио у својим делима један од енглеских биолога и хербалиста Џон Жерар (John Gerard, 1545-1612), имајући у виду да је безбедно посадио и пресадио многе стабљике мандрагоре.

## Мандрагора у писаним делима и сликама
Мало је која биљка, као мандрагора, толико обавијена тајнама и митовима, коришћена у магијским обредима и враџбинама (као цењена састојак чаробног напитака), као талисман, амајлија, јер је сматрана људском душом заробљеном у телу биљке. или мотив у ликовним и писаним делима.
Током историје мандрагора је била инспирација многим уметницима. Највише је оставила траг у писаној речи и сликама. Помиње је Гете у „Фаусту”, доминикански свештеници у „Маљу за вештице”, Макијавели у „Мандраголи”, Вилијам Шекспир у трагедији „Ромео и Јулија”, или слика чувени Дирер у својој гравури „Четири вештице”
„Malleus Maleficarum”
Дело „Malleus Maleficarum” (Маљ за вештице), које су заједно написали доминикански свештеници Хајнрих Крамер и Џејмс Спренгер, био је водич који је требало да служи инквизиторима, да им олакша посао током суђења вештицама, а у основи се позивао на булу папе Инокентија VIII.
„Мандрагола”
Чувени мислилац Николо Макијавели 1518. године користећи мандрагору као инспирацију, написао је  драму „Мандрагола”, у којој напитак начињен од мандрагоре треба да помогне лепој Лукрецији да затрудни.
„Ромео и Јулија”
Вилијам Шекспир мандрагору користи у трагедији „Ромео и Јулија”, кроз монолог Јулије која треба да попије чаробни напитак који ће је у току 42 сата начинити мртвом,и каже „...будем ли одвећ рано себи дошла / смрад онај грозни, крици они страшни, / мандрагориним налик крицима / крицима које она одаје / кад је из земље чупају..." 
Гравура „Четири вештице”
Чувени Дирер начинио је гравуру „Четири вештице”, на којој се висећа кугла (са и даље нерастумаченом ознаком О.G.H.) често поистовећује с плодом мандрагоре око које плешу вештице...